# El diario de Juanes
El diario de Juanes es una colección de DVD de todos los videos del cantautor colombiano Juanes perteneciente a su álbum debut Fijate Bien y de su segundo álbum Un día normal, lanzado oficialmente en el año 2003 junto con el álbum de copias físicas.

## Lanzamiento y acogida
El diario fue lanzado oficialmente en Latinoamérica y Europa y algunos de sus videos como los de Podemos hacernos daño, Nada y Fíjate bien (canción) llegaron a la posición número uno en diversos países de América Latina.

## Singles
En el diario también se recopilan éxitos del segundo álbum de Juanes Un día normal con canciones muy importantes como A dios le pido que fue el éxito mayor del álbum, también lo siguen canciones como Fotografía, Es por ti, La Paga feat Black Eyed Peas, Un día normal, Mala gente, entre otros éxitos; el diario llegó a la posición número uno en ventas en Estados Unidos, México y Colombia, debido a que este diario contenía la canción que se tomó con un himno de paz A Dios le pido este video se convirtió rápidamente en uno de los videos más vistos de YouTube y el más visto en Yahoo Videos. Con este diario Juanes logró colgar fama mundial debido al éxito que tuvieron sus canciones y se nombró como El Rey de la Discografía de la música en español.
- Datos: Q11681366